# Commodore PET
Le Commodore PET 2001 (PET étant l'acronyme de Personal Electronic Transactor) est un ordinateur personnel commercialisé en 1977 par Commodore International.
Héritier du KIM-1 de MOS Technology, il est monobloc avec une unité centrale basée sur un processeur 6502 cadencé à 1 MHz, une RAM de 4 ou 8 Kio, un écran monochrome (blanc, puis vert) de 40 colonnes par 25 lignes, une unité de stockage sur cassette audio et un clavier d'ordinateur QWERTY de 73 touches, dont un pavé numérique.
Le PET a été présenté pour la première fois à la foire de Hanovre en mars 1977. Les premiers exemplaires ont été livrés en septembre 1977.

## Programmation

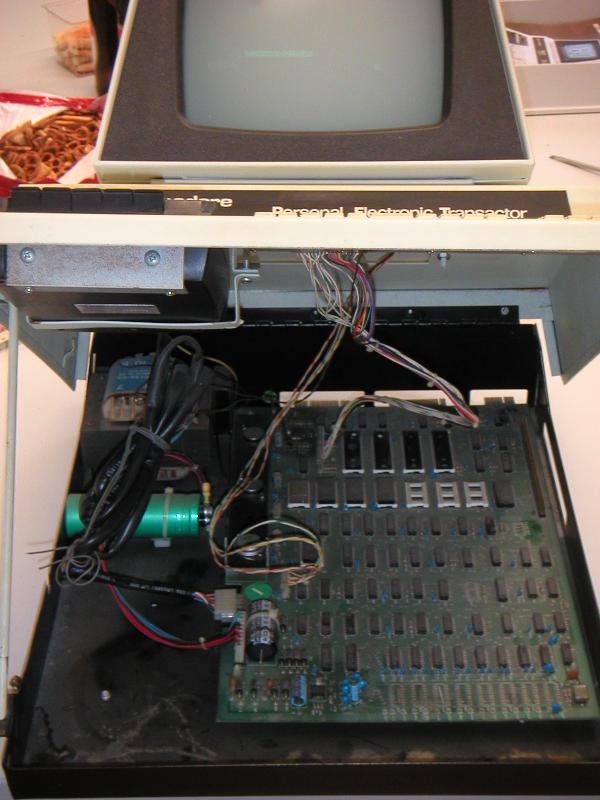
Circuit électronique du PET.
PET signifie « Personal Electronic Transactor » (jeu de mots avec « pet », mot anglais qui signifie « animal de compagnie »).

Le langage résident est un BASIC interprété, situé en ROM, qui comprend les fonctions de base. Les noms des variables peuvent être exprimés sur deux caractères.
Il est également possible de programmer directement en langage machine avec la technique suivante :
- écrire à la main le programme en assembleur, en prévoyant les adresses d'implantation ;
- traduire, à la main également les instructions de l'assembleur (et les adresses), en hexadécimal puis en décimal ;
- écrire un programme en BASIC du type suivant :

```
 10 for i=1 to 
nbre de data

 20 read A
 30 poke 
adresse de début d'implantation
+i-1, A
 40 next
 50 data xx, xx,xx,xx, xx,xx,xx
```

(ce programme implante le programme en langage machine) ;
- le sauvegarder ;
- lancer enfin le programme BASIC en espérant que tout se passe comme prévu : les programmes débogueurs n'existent pas encore à l'époque.

Du point de vue de l'affichage, l'écran permet d'afficher 25 lignes de 40 caractères. Il n'y a pas de fonction graphique native. Si le programmeur désire afficher un caractère à un emplacement spécifique, il lui faut passer par la mémoire écran située en 32768 : ainsi, pour afficher un @ sur la 5 ligne en 20e colonne, la commande est « poke 32768+(5-1)*40+(20-1),64 ».

## À l'époque
En France son prix d'achat vers 1980 était d'environ 5 000 francs soit environ un mois et demi de SMIC. Ses principaux concurrents étaient alors le TRS-80 de Tandy RadioShack et l'Apple II.